# Celý život
Celý život je výbor deníkových záznamů českého spisovatele a překladatele Jana Zábrany, který vyšel v roce 1992 a způsobil literární senzaci. Stal se vzorem tzv. autentické literatury a akceleroval oblibu deníkových záznamů v české literatuře. Kniha je považována za jedno z nejdůležitějších literárních svědectví o době tzv. normalizace a o komunistickém režimu vůbec, který Zábranu osobně značně poznamenal (uvěznění obou rodičů, vyhození ze studia, normalizační zákaz publikovat jiné než překladové texty). Kniha se stala Knihou roku Lidových novin, byla vyhlášena 10. nejdůležitější českou prózou let 1918–2018 v anketě rozhlasové stanice Vltava, byla zařazena do kánonu české polistopadové prózy časopisu A2 a dostala se i do výběru Magnesia Litera: Kniha století.
Deníkové záznamy vybrali a sestavili po Zábranově smrti Dušan Karpatský a Jan Šulc. Jsou rozděleny do sedmi částí. Zábrana si psal deníky po celý život, již od studentských let, ovšem nikoli nepřetržitě, takže v záznamech jsou časové proluky, jež editoři někdy překlenuli jinými Zábranovými texty (například jeho glosami pro gymnaziální časopis Výkvět nebo dvěma eseji publikovanými v letech 1968–69). První deníkový záznam pochází z 29. dubna 1948 (kdy mu bylo sedmnáct let), poslední je z pobytu v nemocnici roku 1984, z doby těsně před autorovou smrtí.
Záznamy mají různý charakter, některé jsou vyloženě intimní (zpočátku erotické, později mapující fyzické stárnutí), jiné zaznamenávají společenské dění, jiné jsou úvahové (zejm. o věcech tvorby a otázkách překladu) nebo jde i o poznámky k vlastní básnické tvorbě. Nechybí aforismy, dvojverší, zaznamenávání kuriózních výroků z médií. V některých pasážích začíná Zábrana vzpomínat a do textu jsou tak vnořeny paměti svého druhu. Forma psaní se u Zábrany v čase i podle aktuální nálady mění, díky čemuž není rozsáhlý soubor textů jednotvárný. Mění se také celkové naladění autora, zatímco v mládí je poměrně optimistický, s postupujícím věkem a zvláště po ztrátě nadějí v možnost reformovat komunistický režim se propadá do skepse a beznaděje. Ta se netýká jen domácího režimu, ale světa vůbec. Autor se staví do jakési totální opozice – nemá rád komunisty ani disidenty, Rusy ani Američany, kritizuje katolickou církev, ba i Boha (kterého nazývá parchantem), opovrhuje západními intelektuály apod. Negativní vztah má ovšem i k sobě, vnímá "tmu v sobě" a nenávidí se za ni. Mnohdy koketuje i s myšlenkou sebevraždy. Jeho negativita se občas vrhá i na banální dobové záležitosti, například na módu psaní fixem. Proslulé jsou útoky na některé literární osobnosti. Mimořádným pohrdáním zahrnul Vítězslava Nezvala, jehož nazývá "génius bez charakteru", výpadů se dočkali i básníci Paul Éluard a Pablo Neruda či filozof Jean-Paul Sartre. Naopak jedním z mála autorů, kterého Zábrana velebil, byl chilský básník Nicanor Parra, s nímž Zábrana cítil zjevně silnou spřízněnost, kvůli jeho opatrnosti vůči politice, ale i kvůli jeho cynismu a ironii. Když Zábrana někoho nenáviděl, ošklivil si i jeho fyziognomii (např. zesměšňování pleše Pabla Nerudy), ale stejně se projevovala i jeho sebenenávist – hnusem z vlastního těla, zejména stárnoucího.
O tzv. autenticitě se vedla řada diskusí, bylo upozorněno na značnou literární stylizaci řady textů i na to, že řada doložitelných Zábranových životních zlomů a dramat není v textu vůbec zmíněna, takže možná fungovala i autocenzura, poukazující zřejmě k tomu, že Zábrana spíše počítal s pozdější publikací textů a psal je jako literární a nikoli jako vyloženě intimní a deníkové. Na druhou stranu vznikly i pochybnosti, zda některé citlivé nebo příliš intimní pasáže nevyhodili editoři. Ti se hájili tím, že šlo o jejich osobitý autorský výběr toho ze Zábranových deníků, co podle nich má šanci oslovit soudobého čtenáře, může mu být srozumitelné a má nějaký přesah. Nešlo jim prý o úplné zachycení Zábranovy osobnosti a všech jeho pocitů a názorů.